# Rossiya Bank
Pour les articles homonymes, voir Rossiya.
Rossiya Bank (en russe : Банк Росси́я) est une banque russe.
Fondée le 27 juin 1990, son siège est à Saint-Pétersbourg. Son principal actionnaire est Iouri Kovaltchouk, qui était un associé de Vladimir Poutine au sein de la coopérative Ozero (en) lorsqu'ils travaillaient à Saint-Pétersbourg.

## Relations avec Vladimir Poutine
C'est la banque favorite de Vladimir Poutine et de son grand ami Sergueï Roldouguine, comme le montrent les Panama Papers.
Elle fusionne avec GEP en juin 2010. GEP était une banque plus grande que Rossiya, et pourtant les actionnaires de GEP n'ont touché que 16% du capital de la banque fusionnée.
Les Panama Papers montrent comment Sandalwood, qui appartenait indirectement à Roldouguine via un homme de paille, a acquis des actions de Rossiya le 23 juin 2010 et les a revendues plus de 32 fois plus chères le surlendemain.
Entre 2010 et 2013, les bénéfices de la banque sont multipliés par 10. En 2014, la banque est la première grande banque russe à investir en Crimée désormais rattachée à la Russie. La même année, elle est autorisée à opérer sur le marché de l'électricité russe.

## Sanctions
La banque est parmi les toutes premières à faire l'objet de sanctions de la part des Etats-Unis et de l'Europe à la suite de l'invasion russe en Crimée en 2014. Ces sanctions ont été considérablement étendues en 2022-2024, à la suite de l'invasion russe en Ukraine